# Alectra scharensis
Alectra scharensis är en snyltrotsväxtart som beskrevs av Adolf Engler. Alectra scharensis ingår i släktet Alectra och familjen snyltrotsväxter. Inga underarter finns listade i Catalogue of Life.